# Zuid-Koreaans curlingteam (vrouwen)
Het Zuid-Koreaans curlingteam vertegenwoordigt Zuid-Korea in internationale curlingwedstrijden.

## Geschiedenis
Zuid-Korea nam voor het eerst deel aan een internationaal toernooi tijdens het Pacifisch-Aziatisch kampioenschap van 1996, in het Australische Sydney. De eerste drie edities eindigde Zuid-Korea telkens op de laatste plaats. In 1999 werd voor het eerst de finale gehaald, die evenwel verloren werd. Sedertdien stond Zuid-Korea elk jaar op het podium van het regionale curlingkampioenschap dat tot en met 2021 georganiseerd zou worden. In 2001, toen het toernooi voor het eerst in eigen land georganiseerd werd, kroonde Zuid-Korea zich voor het eerst tot Pacifisch-Aziatisch kampioen. Daarna zouden nog vijf titels volgen.
In 2022 werd het opgedoekte Pacifisch-Aziatisch kampioenschap vervangen door het pan-continentaal kampioenschap. In de eerste editie eindigde Zuid-Korea als tweede. Een jaar later werd een eerste titel behaald. In 2024 strandde Zuid-Korea wederom op de tweede plaats.
Tot op heden nam Zuid-Korea veertien keer deel aan het wereldkampioenschap. In 2002, bij de eerste deelname, kon het land geen enkele wedstrijd winnen, en eindigde het troosteloos laatste. In 2009 werd het WK voor het eerst in Zuid-Korea georganiseerd. Het thuisvoordeel kon ditmaal echter niet uitgebuit worden: een tiende plaats bleek het hoogst haalbare. In 2019 wist Zuid-Korea voor het eerst een medaille te winnen. In Denemarken eindigde het land op de derde plaats. Drie jaar later haalde Zuid-Korea voor het eerst de finale, die verloren werd van Zwitserland. In 2024 werd wederom brons gewonnen. In 2025 werd het WK voor de tweede keer in de geschiedenis in Zuid-Korea georganiseerd. Bij dit toernooi eindigde het gastland als vierde.
In 2014 mocht Zuid-Korea voor het eerst deelnemen aan de Olympische Winterspelen. Tot grootse prestaties leidde dit echter niet: het team onder leiding van skip Kim Ji-sun eindigde op de achtste en op twee na laatste plaats. Zuid-Korea was automatisch geplaatst voor het curlingtoernooi op de Olympische Winterspelen 2018, die in het Zuid-Koreaanse Pyeongchang gehouden werden. Het Zuid-Koreaanse team onder leiding van skip Kim Eun-jung wist verrassend de finale te halen, die verloren werd van Zweden. Zuid-Korea ging aldus met de zilveren medaille aan de haal. Vier jaar later eindigde Zuid-Korea op de achtste plaats.

## Zuid-Korea op de Olympische Spelen
| \| Jaar \| Plaats \| Skip \| WG \| W \| V \| PV \| PT \| \| ---- \| ------------- \| ------------- \| ------------- \| ------------- \| ------------- \| ------------- \| ------------- \| \| 1998 \| Geen deelname \| Geen deelname \| Geen deelname \| Geen deelname \| Geen deelname \| Geen deelname \| Geen deelname \| \| 2002 \| Geen deelname \| Geen deelname \| Geen deelname \| Geen deelname \| Geen deelname \| Geen deelname \| Geen deelname \| \| 2006 \| Geen deelname \| Geen deelname \| Geen deelname \| Geen deelname \| Geen deelname \| Geen deelname \| Geen deelname \| \| 2010 \| Geen deelname \| Geen deelname \| Geen deelname \| Geen deelname \| Geen deelname \| Geen deelname \| Geen deelname \| \| 2014 \| 8 \| Kim Ji-sun \| 9 \| 3 \| 6 \| 60 \| 65 \| \| 2018 \| 2 \| Kim Eun-jung \| 11 \| 9 \| 2 \| 86 \| 59 \| \| 2022 \| 8 \| Kim Eun-jung \| 9 \| 4 \| 5 \| 62 \| 66 \| |               |               |               |               |               |               |               |
| Jaar | Plaats        | Skip          | WG            | W             | V             | PV            | PT            |
| 1998 | Geen deelname | Geen deelname | Geen deelname | Geen deelname | Geen deelname | Geen deelname | Geen deelname |
| 2002 | Geen deelname | Geen deelname | Geen deelname | Geen deelname | Geen deelname | Geen deelname | Geen deelname |
| 2006 | Geen deelname | Geen deelname | Geen deelname | Geen deelname | Geen deelname | Geen deelname | Geen deelname |
| 2010 | Geen deelname | Geen deelname | Geen deelname | Geen deelname | Geen deelname | Geen deelname | Geen deelname |
| 2014 | 8             | Kim Ji-sun    | 9             | 3             | 6             | 60            | 65            |
| 2018 | 2             | Kim Eun-jung  | 11            | 9             | 2             | 86            | 59            |
| 2022 | 8             | Kim Eun-jung  | 9             | 4             | 5             | 62            | 66            |

## Zuid-Korea op het wereldkampioenschap
| Jaar | Plaats        | Skip          | WG            | W             | V             | PV            | PT            |
| ---- | ------------- | ------------- | ------------- | ------------- | ------------- | ------------- | ------------- |
| 1979 | Geen deelname | Geen deelname | Geen deelname | Geen deelname | Geen deelname | Geen deelname | Geen deelname |
| 1980 | Geen deelname | Geen deelname | Geen deelname | Geen deelname | Geen deelname | Geen deelname | Geen deelname |
| 1981 | Geen deelname | Geen deelname | Geen deelname | Geen deelname | Geen deelname | Geen deelname | Geen deelname |
| 1982 | Geen deelname | Geen deelname | Geen deelname | Geen deelname | Geen deelname | Geen deelname | Geen deelname |
| 1983 | Geen deelname | Geen deelname | Geen deelname | Geen deelname | Geen deelname | Geen deelname | Geen deelname |
| 1984 | Geen deelname | Geen deelname | Geen deelname | Geen deelname | Geen deelname | Geen deelname | Geen deelname |
| 1985 | Geen deelname | Geen deelname | Geen deelname | Geen deelname | Geen deelname | Geen deelname | Geen deelname |
| 1986 | Geen deelname | Geen deelname | Geen deelname | Geen deelname | Geen deelname | Geen deelname | Geen deelname |
| 1987 | Geen deelname | Geen deelname | Geen deelname | Geen deelname | Geen deelname | Geen deelname | Geen deelname |
| 1988 | Geen deelname | Geen deelname | Geen deelname | Geen deelname | Geen deelname | Geen deelname | Geen deelname |
| 1989 | Geen deelname | Geen deelname | Geen deelname | Geen deelname | Geen deelname | Geen deelname | Geen deelname |
| 1990 | Geen deelname | Geen deelname | Geen deelname | Geen deelname | Geen deelname | Geen deelname | Geen deelname |
| 1991 | Geen deelname | Geen deelname | Geen deelname | Geen deelname | Geen deelname | Geen deelname | Geen deelname |
| 1992 | Geen deelname | Geen deelname | Geen deelname | Geen deelname | Geen deelname | Geen deelname | Geen deelname |
| 1993 | Geen deelname | Geen deelname | Geen deelname | Geen deelname | Geen deelname | Geen deelname | Geen deelname |
| 1994 | Geen deelname | Geen deelname | Geen deelname | Geen deelname | Geen deelname | Geen deelname | Geen deelname |
| 1995 | Geen deelname | Geen deelname | Geen deelname | Geen deelname | Geen deelname | Geen deelname | Geen deelname |
| 1996 | Geen deelname | Geen deelname | Geen deelname | Geen deelname | Geen deelname | Geen deelname | Geen deelname |
| 1997 | Geen deelname | Geen deelname | Geen deelname | Geen deelname | Geen deelname | Geen deelname | Geen deelname |
| 1998 | Geen deelname | Geen deelname | Geen deelname | Geen deelname | Geen deelname | Geen deelname | Geen deelname |
| 1999 | Geen deelname | Geen deelname | Geen deelname | Geen deelname | Geen deelname | Geen deelname | Geen deelname |
| 2000 | Geen deelname | Geen deelname | Geen deelname | Geen deelname | Geen deelname | Geen deelname | Geen deelname |
| 2001 | Geen deelname | Geen deelname | Geen deelname | Geen deelname | Geen deelname | Geen deelname | Geen deelname |

| Jaar | Plaats        | Skip          | WG            | W             | V             | PV            | PT            |
| ---- | ------------- | ------------- | ------------- | ------------- | ------------- | ------------- | ------------- |
| 2002 | 10            | Kim Mi-yeon   | 9             | 0             | 9             | 42            | 80            |
| 2003 | Geen deelname | Geen deelname | Geen deelname | Geen deelname | Geen deelname | Geen deelname | Geen deelname |
| 2004 | Geen deelname | Geen deelname | Geen deelname | Geen deelname | Geen deelname | Geen deelname | Geen deelname |
| 2005 | Geen deelname | Geen deelname | Geen deelname | Geen deelname | Geen deelname | Geen deelname | Geen deelname |
| 2006 | Geen deelname | Geen deelname | Geen deelname | Geen deelname | Geen deelname | Geen deelname | Geen deelname |
| 2007 | Geen deelname | Geen deelname | Geen deelname | Geen deelname | Geen deelname | Geen deelname | Geen deelname |
| 2008 | Geen deelname | Geen deelname | Geen deelname | Geen deelname | Geen deelname | Geen deelname | Geen deelname |
| 2009 | 10            | Kim Mi-yeon   | 11            | 3             | 8             | 68            | 81            |
| 2010 | Geen deelname | Geen deelname | Geen deelname | Geen deelname | Geen deelname | Geen deelname | Geen deelname |
| 2011 | 11            | Kim Ji-sun    | 11            | 2             | 9             | 60            | 77            |
| 2012 | 4             | Kim Ji-sun    | 14            | 9             | 5             | 91            | 78            |
| 2013 | Geen deelname | Geen deelname | Geen deelname | Geen deelname | Geen deelname | Geen deelname | Geen deelname |
| 2014 | 4             | Gim Un-chi    | 15            | 10            | 5             | 104           | 94            |
| 2015 | Geen deelname | Geen deelname | Geen deelname | Geen deelname | Geen deelname | Geen deelname | Geen deelname |
| 2016 | 8             | Kim Ji-sun    | 11            | 5             | 6             | 66            | 75            |
| 2017 | 6             | Kim Eun-jung  | 11            | 5             | 6             | 79            | 74            |
| 2018 | 6             | Kim Eun-jung  | 13            | 8             | 5             | 94            | 84            |
| 2019 | 3             | Kim Min-ji    | 14            | 10            | 4             | 99            | 84            |
| 2021 | 7             | Kim Eun-jung  | 13            | 7             | 6             | 85            | 88            |
| 2022 | 2             | Kim Eun-jung  | 14            | 10            | 4             | 88            | 68            |
| 2023 | 9             | Ha Seung-youn | 12            | 5             | 7             | 66            | 71            |
| 2024 | 3             | Gim Eun-ji    | 15            | 12            | 3             | 119           | 74            |
| 2025 | 4             | Gim Eun-ji    | 14            | 10            | 4             | 101           | 80            |

## Zuid-Korea op het Pacifisch-Aziatisch kampioenschap
| Jaar | Plaats        | Skip           | WG            | W             | V             | PV            | PT            |
| ---- | ------------- | -------------- | ------------- | ------------- | ------------- | ------------- | ------------- |
| 1991 | Geen deelname | Geen deelname  | Geen deelname | Geen deelname | Geen deelname | Geen deelname | Geen deelname |
| 1993 | Geen deelname | Geen deelname  | Geen deelname | Geen deelname | Geen deelname | Geen deelname | Geen deelname |
| 1994 | Geen deelname | Geen deelname  | Geen deelname | Geen deelname | Geen deelname | Geen deelname | Geen deelname |
| 1995 | Geen deelname | Geen deelname  | Geen deelname | Geen deelname | Geen deelname | Geen deelname | Geen deelname |
| 1996 | 4             | Lee So-jung    | ?             | ?             | ?             | ?             | ?             |
| 1997 | 3             | Lee Hyun-jung  | 4             | 0             | 4             | 7             | 58            |
| 1998 | 4             | Kim Mi-yeon    | ?             | ?             | ?             | ?             | ?             |
| 1999 | 2             | Kim Mi-yeon    | 6             | 2             | 4             | 37            | 44            |
| 2000 | 2             | Kim Mi-yeon    | 6             | 4             | 2             | 52            | 30            |
| 2001 | 1             | Kim Mi-yeon    | 10            | 8             | 2             | 90            | 47            |
| 2002 | 2             | Kim Mi-yeon    | 10            | 6             | 4             | 82            | 54            |
| 2003 | 2             | Kim Mi-yeon    | 8             | 5             | 3             | 68            | 40            |
| 2004 | 3             | Kim Mi-yeon    | 8             | 5             | 3             | 60            | 43            |
| 2005 | 3             | Kim Ji-suk     | 9             | 4             | 5             | 60            | 59            |
| 2006 | 2             | Jeung Jin-sook | 7             | 5             | 2             | 54            | 39            |

| Jaar | Plaats | Skip          | WG | W  | V | PV  | PT |
| ---- | ------ | ------------- | -- | -- | - | --- | -- |
| 2007 | 3      | Park Ji-hyun  | 9  | 4  | 5 | 58  | 56 |
| 2008 | 2      | Kim Mi-yeon   | 10 | 5  | 5 | 78  | 65 |
| 2009 | 3      | Kim Yeo-myung | 10 | 5  | 5 | 64  | 61 |
| 2010 | 1      | Kim Ji-sun    | 10 | 8  | 2 | 80  | 48 |
| 2011 | 2      | Kim Ji-sun    | 8  | 6  | 2 | 66  | 39 |
| 2012 | 3      | Kim Eun-jung  | 13 | 9  | 4 | 92  | 60 |
| 2013 | 1      | Kim Ji-sun    | 10 | 9  | 1 | 84  | 41 |
| 2014 | 2      | Kim Eun-jung  | 10 | 9  | 1 | 73  | 41 |
| 2015 | 2      | Kim Ji-sun    | 10 | 7  | 3 | 98  | 42 |
| 2016 | 1      | Kim Eun-jung  | 9  | 8  | 1 | 104 | 20 |
| 2017 | 1      | Kim Eun-jung  | 12 | 12 | 0 | 118 | 48 |
| 2018 | 1      | Kim Min-ji    | 8  | 6  | 2 | 73  | 36 |
| 2019 | 3      | Gim Un-chi    | 9  | 7  | 2 | 92  | 32 |
| 2021 | 2      | Kim Eun-jung  | 8  | 6  | 2 | 68  | 32 |

## Zuid-Korea op het pan-continentaal kampioenschap
| \| Jaar \| Plaats \| Skip \| WG \| W \| V \| PV \| PT \| \| ---- \| ------ \| ------------- \| -- \| - \| - \| -- \| -- \| \| 2022 \| 2 \| Ha Seung-youn \| 10 \| 7 \| 3 \| 94 \| 43 \| \| 2023 \| 1 \| Gim Eun-ji \| 9 \| 8 \| 1 \| 88 \| 37 \| \| 2024 \| 2 \| Gim Eun-ji \| 9 \| 6 \| 3 \| 68 \| 44 \| |        |               |    |   |   |    |    |
| Jaar | Plaats | Skip          | WG | W | V | PV | PT |
| 2022 | 2      | Ha Seung-youn | 10 | 7 | 3 | 94 | 43 |
| 2023 | 1      | Gim Eun-ji    | 9  | 8 | 1 | 88 | 37 |
| 2024 | 2      | Gim Eun-ji    | 9  | 6 | 3 | 68 | 44 |

Andorra · Australië · België · Brazilië · Bulgarije · Canada · China · Chinees Taipei · Denemarken · Duitsland · Engeland · Estland · Filipijnen · Finland · Frankrijk · Groot-Brittannië · Hongarije · Hongkong · Ierland · Italië · Jamaica · Japan · Kazachstan · Kenia · Kroatië · Letland · Litouwen · Luxemburg · Mexico · Nederland · Nieuw-Zeeland · Nigeria · Noorwegen · Oekraïne · Oostenrijk · Polen · Portugal · Qatar · Roemenië · Rusland · Schotland · Servië · Slovenië · Slowakije · Spanje · Thailand · Tsjechië · Tsjecho-Slowakije · Turkije · Verenigde Staten · Wales · Wit-Rusland · Zuid-Korea · Zweden · Zwitserland